# Johann Philipp Achilles Leisler
Johann Philipp Achilles Leisler (1771 - 8 décembre 1813) est un naturaliste néerlandais.
Il décrit un grand nombre d'oiseaux, dont :
- le bécasseau de Temminck (Calidris temminckii), en hommage à son ami Coenraad Jacob Temminck (1778-1858) ;
- l'alouette calandrelle (Calandrella brachydactyla).

Heinrich Kuhl (1797-1821) lui dédie une chauve-souris, Nyctalus leisleri.
Il est également l’ami de l’ornithologue Bernhard Meyer (1767-1836).

## Source
- Erwin Stresemann (1975). Ornithology, from Aristotle to the present, Harvard University Press : xii  + 432 p.  (ISBN 0-674-64485-9)